# Memória cultural
A memória cultural tem-se tornado um tópico de estudo tanto na historiografia como nos estudos culturais, por fazer parte do domínio coletivo e não somente de uma experiência privada e individual. O processo de memória cultural é o foco da historiografia enquanto sua implicações e objetos são analisados pelos estudos culturais. Estas duas perspectivas tratam pontos de vistas diferentes com relação à memória cultural, uma analisa como a memória cultural pode ser modificada, ressignificada pelo presente, enquanto a outra foca como o passado influencia nos costumes, comportamentos atuais. 

## Abordagem historiográfica
Considerando a perspectiva de como o presente impacta e influencia a memória cultural, podemos citar o exemplo de como era recordada a imagem de George Washington em dois momentos distintos. Entre 1800 e 1865, ele era lembrado como um homem de virtude impecável, sem falhas. Já após 1865, ele passou a ser recordado como um homem comum, com falhas, mas que qualquer pessoa comum poderia se identificar com ele. Essas mudanças na forma de recordar o passado  ocorre porque a memória do passado é também uma construção social, moldada conforme as preocupações e necessidades do presente .

### Tempo
Os acontecimentos do passado não mudam, porém a percepção (entendimento e interpretação) do passado pode ser editada e modificada ao longo do tempo. É aceitável que o passado influencie o presente, porém esta visão do presente influenciar sobre o passado, nem sempre é tão perceptível. Isto ocorre porque as necessidades, preocupações do momento atual refletem na visão e busca da compreensão do passado. Temas como gênero e meio-ambiente recebem maior atenção nos estudos históricos do século XXI porque são tópicos importantes dessa época.
Em alguns casos, o tempo apaga a memória e para evitar que futuras gerações esqueçam os acontecimentos, são criadas datas comemorativas como forma de perpetuar a memória. Assim, mesmo que o grupo que vivenciou a história desapareça, uma vez estes acontecimentos escritos no calendário, a história permanece. Algumas datas inclusive perpetuam a tradição, como o Dia Mundial da Paz (primeiro dia de janeiro) e a Festa de Reveillon. Porém mesmo o calendário comemorativo sofrem um impacto do presente, refletindo a sociedade atual, como por exemplo a inclusão de datas comemorativas para resgatar a cultura afro-brasileira assim como a ressignificação das datas comemorativas. Por exemplo, o dia da abolição da escravatura era festejada apresentando a Princesa Isabel como heroína, já nos dias atuais, traz o verdadeiro herói, Zumbi dos Palmares.
O historiador Pierre Nora também demonstra que as datas e as comemorações de acontecimentos passados são criados e moldados pelo presente, onde ele relaciona as datas comemorativas da França com a relevância nas relações políticas e imaginário nacional. Por exemplo, a Escola Paulista de Medicina comemorou pela primeira vez seu aniversário quando completava dois anos de existência e somente a partir dos dez anos de existência é que as comemorações cresceram e tornaram-se um ritual na instituição.

### Espaço / memória "física"
Apesar da memória ser abstrata, ela não se realiza em um espaço vazio. Ela é decorrente de eventos, acontecimentos históricos ou práticas cotidianas que ocorreram em um determinado local físico que podem ter sido registrados por mapas, fotos, vídeos assim como também podem envolver música ou literatura para compor a memória do ocorrido.
Por exemplo, a memória da última corrida de Ayrton Senna pode ser suportada pelo vídeo da transmissão na televisão. Outro exemplo, agora envolvendo literatura, é o livro “Os Sertões”, de Euclides da Cunha, que serviu como relato histórico da Guerra de Canudos. 

## Abordagem estudos culturais
Seguindo a perspectiva de como o passado influencia o presente, podemos apontar o racismo contemporâneo como fruto da sociedade escravocrata do passado, mas que também se evoluiu e perpetuou com o capitalismo atual.

### Memória incorporada
Os primeiros conceitos de memória incorporada, onde a memória do passado está 'localizada' no corpo do indivíduo, remonta ao final do século XIX, aos pensamentos evolucionistas de Jean Baptiste Lamarck e Ernst Haeckel. Segundo eles, o indivíduo acumulava toda a história que havia ocorrido antes dele. Lamarck acreditava que os indivíduos reagiam ao ambiente e suas mudanças e transmitiam estas alterações aos seus descendentes. Suas teorias (Lei do Uso e Desuso e Lei da Transmissão dos Caracteres Adquiridos) ficaram conhecidas como Lamarckismo. Já Ernst Haeckel defendia que durante o desenvolvimento embrionário, conhecido por 'ontogenia', o organismo em desenvolvimento recapitulavam e incorporavam as evoluções de seus ancestrais. Atualmente nenhum destes conceitos são aceitos pela ciência.
Segundo Paul Connerton, a memória cultural pode estar incorporada nos gestos, formas de falar das pessoas de forma inconsciente. Ele pesquisou em seu trabalho a transferência desta memória de geração em geração, concluindo dois tipos: as cerimônias comemorativas e as práticas corporais. As cerimônias comemorativas, realizadas como rituais, serviram para dar significado as vidas das pessoas que participavam delas. Neste tipo, não envolvem somente eventos históricos do país (como o dia da independência), mas também eventos como as missas católicas. Já no que tange as práticas corporais, ele exemplifica os gestos de mão típicos da cultura italiana, regras de etiqueta à mesa, que foram incorporadas como hábitos e fazem parte da memória cultural mesmo que inconscientemente,

### Objetos
A memória cultural também pode estar contida nos objetos, como souvenires e fotografias. Os souvenires podem referenciar a uma época distante, como objetos de antiguidade, ou a lugares exóticos visitados. Já a fotografia pode servir como uma ajuda à memória para não esquecer o evento e o ato de tirar uma foto como representação da importância para o ser humano de lembrar. 
Os monumentos também são uma forma de memória, que podem receber diferentes interpretações ao longo do tempo, na tentativa de reconstruir a intenção das pessoas que os construíram.

## Entre cultura e memória: experiência
Como contraste aos  estudos mencionados sobre memória cultural, uma linha de estudo "alternativa" com sua base nos estudos de gêneros e pós-coloniais, ressaltou a importância de considerar as memórias individuais e particulares daqueles grupos minoritários que muitas vezes não são ouvidos durante as pesquisas, como as mulheres, homossexuais, etc.
A experiência, indiferentemente se foi vivida ou imaginada, tem uma relação mútua com a cultura e a memória. Estes dois aspectos influencia e também determina a experiência. 
Por parte da cultura, impacta a experiência ao oferecer percepções que a afetam, como afirma Frigga Haug, opondo a teoria convencional sobre feminilidade à memória vivida. Por exemplo, quando já existe uma diferenciação entre trabalho doméstico versus assalariado, sendo o primeiro desvalorizado assim como culturalmente o salário da mulher costuma ser inferior ao do homem.
Por outro lado, outros historiadores como Neil Gregor, argumentaram que a experiência afeta a cultura, uma vez que a experiência individual se torna comunicável e, portanto, coletivo. Um memorial, por exemplo, pode representar um sentimento compartilhado de perda.
A influência da memória torna-se óbvia na forma como o passado é revivido, relembrado nas condições presentes, pois, conforme Paul Connerton, por exemplo, ela nunca pode ser desconectada da prática humana. Em contrapartida, a percepção é direcionada por um desejo de autenticidade que colore a memória, o que é tornado claro por um desejo de experimentar o real. A experiência é portanto, importante para a interpretação da cultura assim como da memória, e vice-versa.